# 볼룹타스

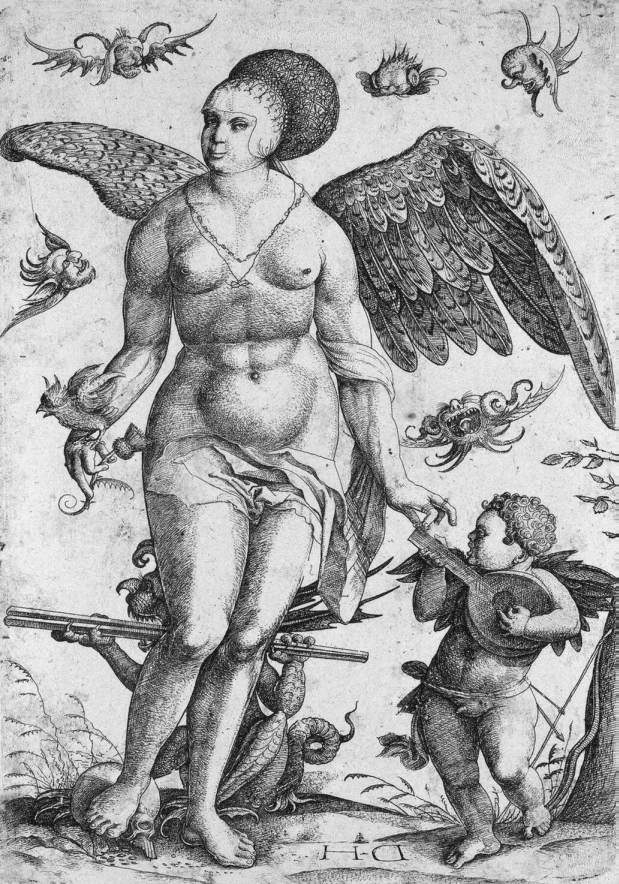

볼룹타스는 쾌락과 희열의 여신으로 사랑의 신 에로스와 신에 반열에 오른 프시케 사이에서 태어났다. 볼룹타스는 행복의 여신이기도 하다.